# Storie d'amore con i crampi
Storie d'amore con i crampi è un film italiano del 1995 scritto, diretto e interpretato da Pino Quartullo.

## Trama
Francesco, commercialista imbranato, dopo aver perso il posto di lavoro cerca in ogni modo di farsi assumere dalla direttrice di un'agenzia di appuntamenti che recluta giovanotti prestanti come accompagnatori per signore. Il carattere impacciato e le varie gaffes di Francesco convincono la signora che il ragazzo non sia tagliato per fare il gigolò, tuttavia per una serie di eventi decide di assegnarlo come accompagnatore a Marcella, una farmacista nevrotica.
La donna, che è stata appena lasciata dal fidanzato Roberto dopo una lunga relazione, ha progettato una vacanza in Tunisia e per non partire da sola si è rivolta all'agenzia. Le piccole manie di Marcella si scontrano con la goffaggine di Francesco, ma quando la donna scopre che nella pensione dove soggiornano c'è anche Roberto con la sua nuova fidanzata Alessia, cerca di far ingelosire l'ex sfruttando il maldestro gigolò e si presenta ad Alessia come Amanda, una veterinaria. Durante un'escursione delle due coppie, Francesco scopre la verità sulla storia fra Roberto e Marcella e ne è molto amareggiato, così si mette a corteggiare la bella e ingenua Alessia.
Fra alti e bassi, i componenti delle due coppie si mescolano in continuazione finché un duo scoppia, mentre l'altro si avvia verso un burrascoso matrimonio.